# Bestiolina amoyensis
Bestiolina amoyensis is een eenoogkreeftjessoort uit de familie van de Paracalanidae. De wetenschappelijke naam van de soort is voor het eerst geldig gepubliceerd in 1984 door Li & Huang.